# Javorník (okres Hodonín)
Javorník (německy Jawornik) je obec v okrese Hodonín v Jihomoravském kraji. Leží patnáct kilometrů jihovýchodně od Veselí nad Moravou na soutoku Veličky (též Jamného potoka) a Hrubého potoka. Žije zde 661 obyvatel. Zástavba obce je již urbanisticky srostlá se zástavbou sousední Velké nad Veličkou. Obec leží v oblasti  Horňácka a je členem sdružení Dobrovolný svazek obcí Mikroregion Horňácko. Sousedními obcemi sídla jsou Nová Lhota, Kuželov a Velká nad Veličkou.

## Historie
První písemná zmínka o obci pochází z roku 1350. Podle dochovaných zpráv byla téměř celá obec v 16. století evangelickou. Po vyhlášení tolerančního patentu byl v obci v roce 1782 postaven evangelický kostel. Před 25. červencem 1997 patřila k obci i nyní slovenská osada U Sabotů.
Národopisné události v Javorníku dokumentovali přední národopisní fotografové:
- 1887 Josef Šíma dokumentoval svatbu v Javorníku
- 1941 na přelomu února a března 1941 pořídil řadu národopisných fotografií v Javorníku pražský fotograf Ferdinand Bučina. Fotografie byly otištěny v knize Lidé z Javorníka[5]

## Obyvatelstvo
| Rok            | 1869 | 1880  | 1890  | 1900  | 1910 | 1921 | 1930 | 1950 | 1961 | 1970 | 1980 | 1991 | 2001 | 2011 | 2021 |
| -------------- | ---- | ----- | ----- | ----- | ---- | ---- | ---- | ---- | ---- | ---- | ---- | ---- | ---- | ---- | ---- |
| Počet obyvatel | 965  | 1 047 | 1 036 | 1 018 | 989  | 940  | 908  | 874  | 942  | 901  | 909  | 845  | 716  | 690  | 652  |
| Počet domů     | 183  | 206   | 218   | 224   | 217  | 218  | 217  | 233  | 221  | 228  | 241  | 275  | 248  | 258  | 265  |

## Obecní symboly
Znak a vlajka byly obci uděleny rozhodnutím předsedy Poslanecké sněmovny Parlamentu České republiky dne 26. května 2000.

## Doprava
Obec leží na železniční trati Veselí nad Moravou – Nové Mesto nad Váhom na které se nachází stejnojmenná zastávka a silnici první třídy I/71. Obsluhují vlakové spoje linky S91 a autobusové spoje linky 930 ty jsou zaintegrovány v IDS JMK.

## Pamětihodnosti
- Evangelický kostel
- Evangelický hřbitov a zvonice
- Seník
- Rozhledna Drahy[10]

## Další fotografie

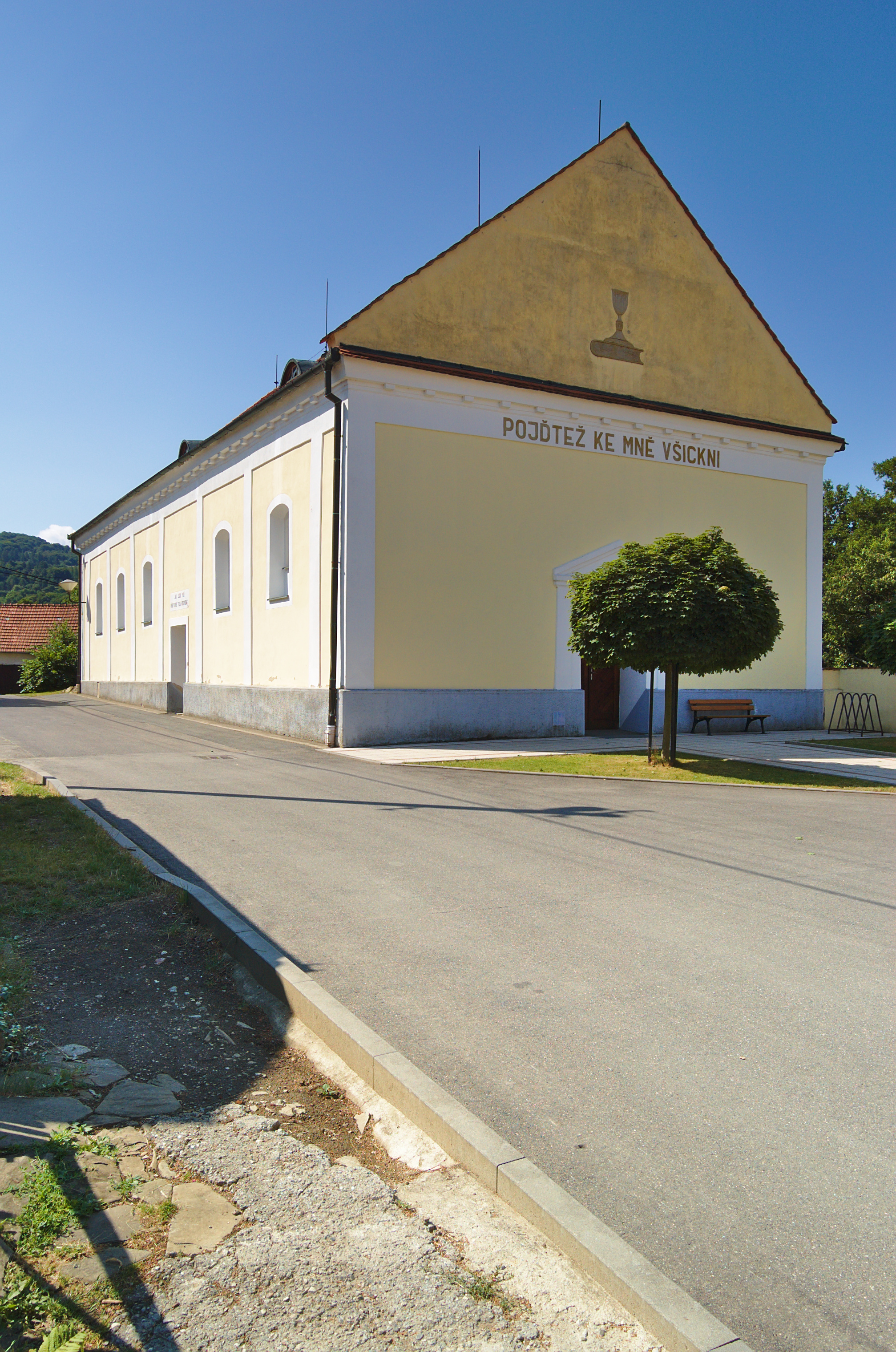
Evangelický kostel
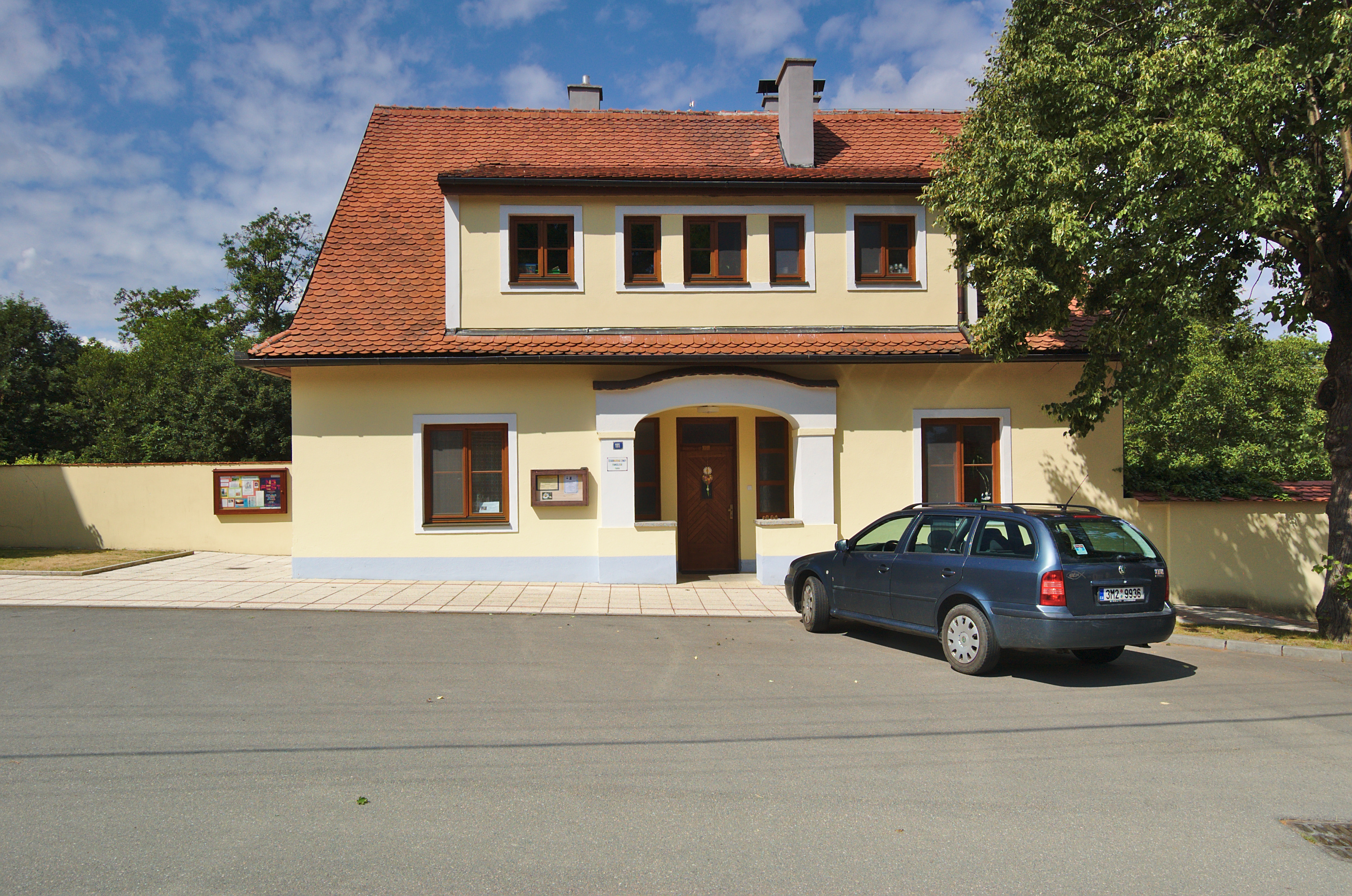
Evangelická fara
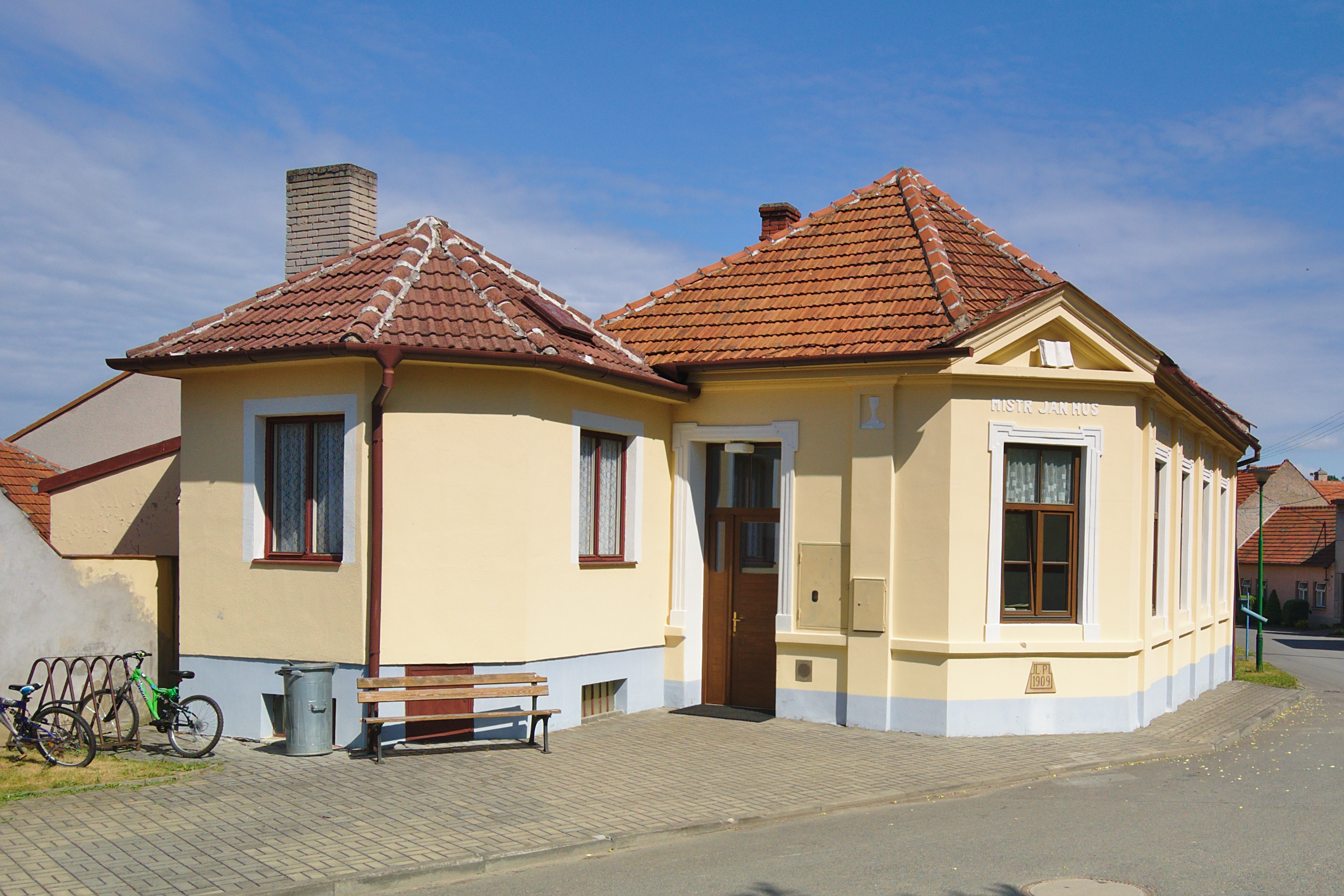
Sborový dům
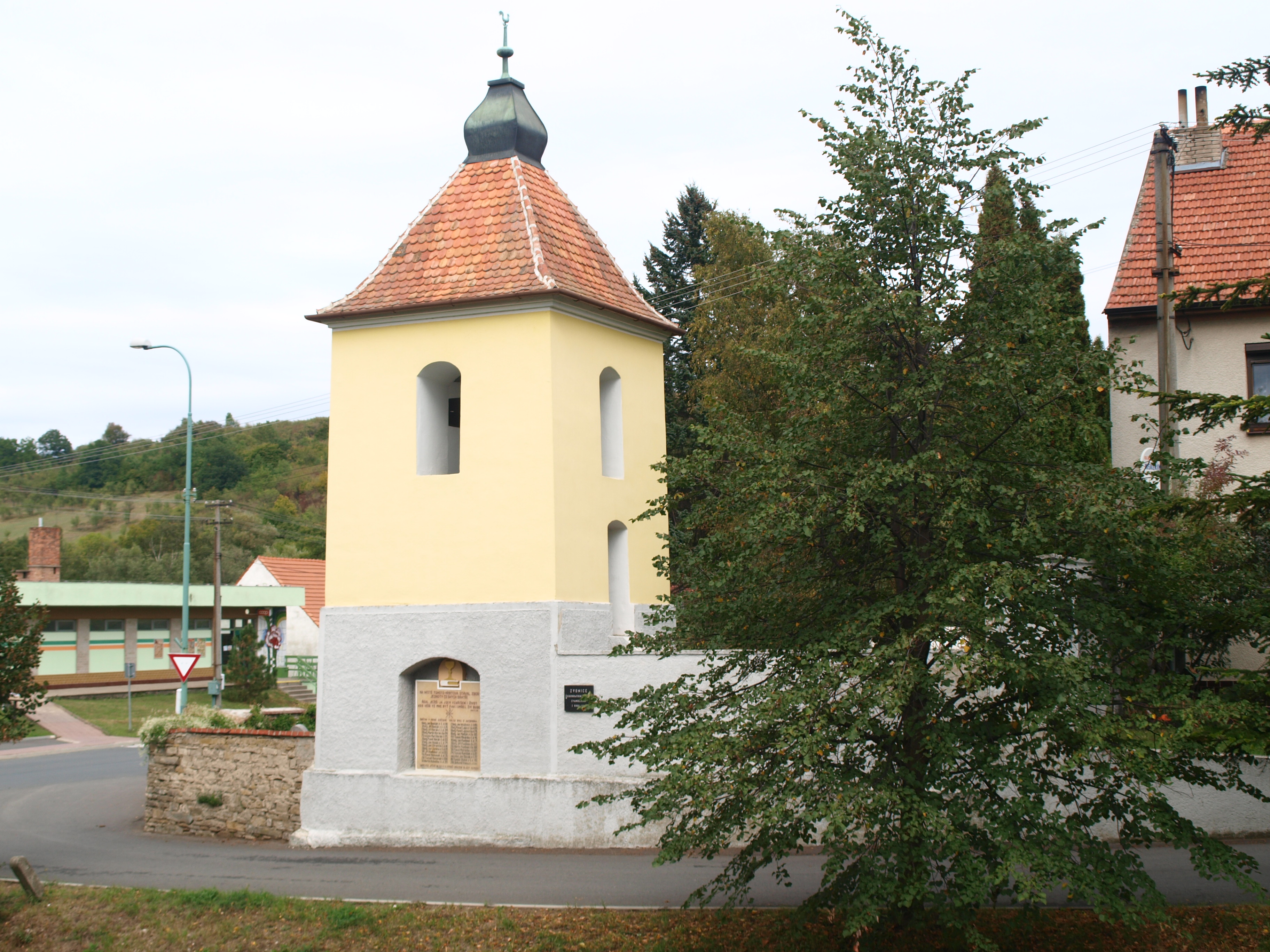
Zvonice
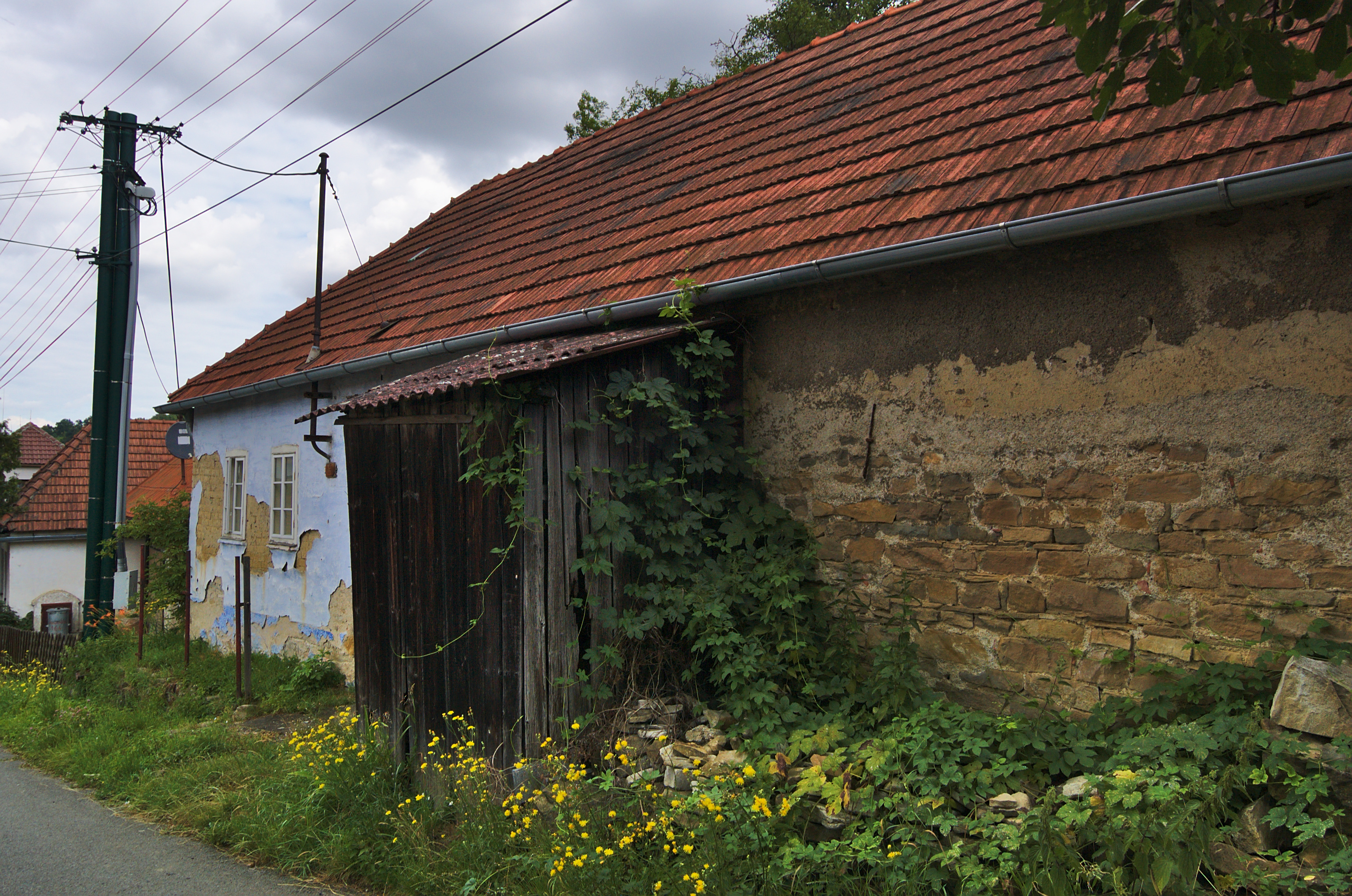
Památkově chráněný dům čp. 107
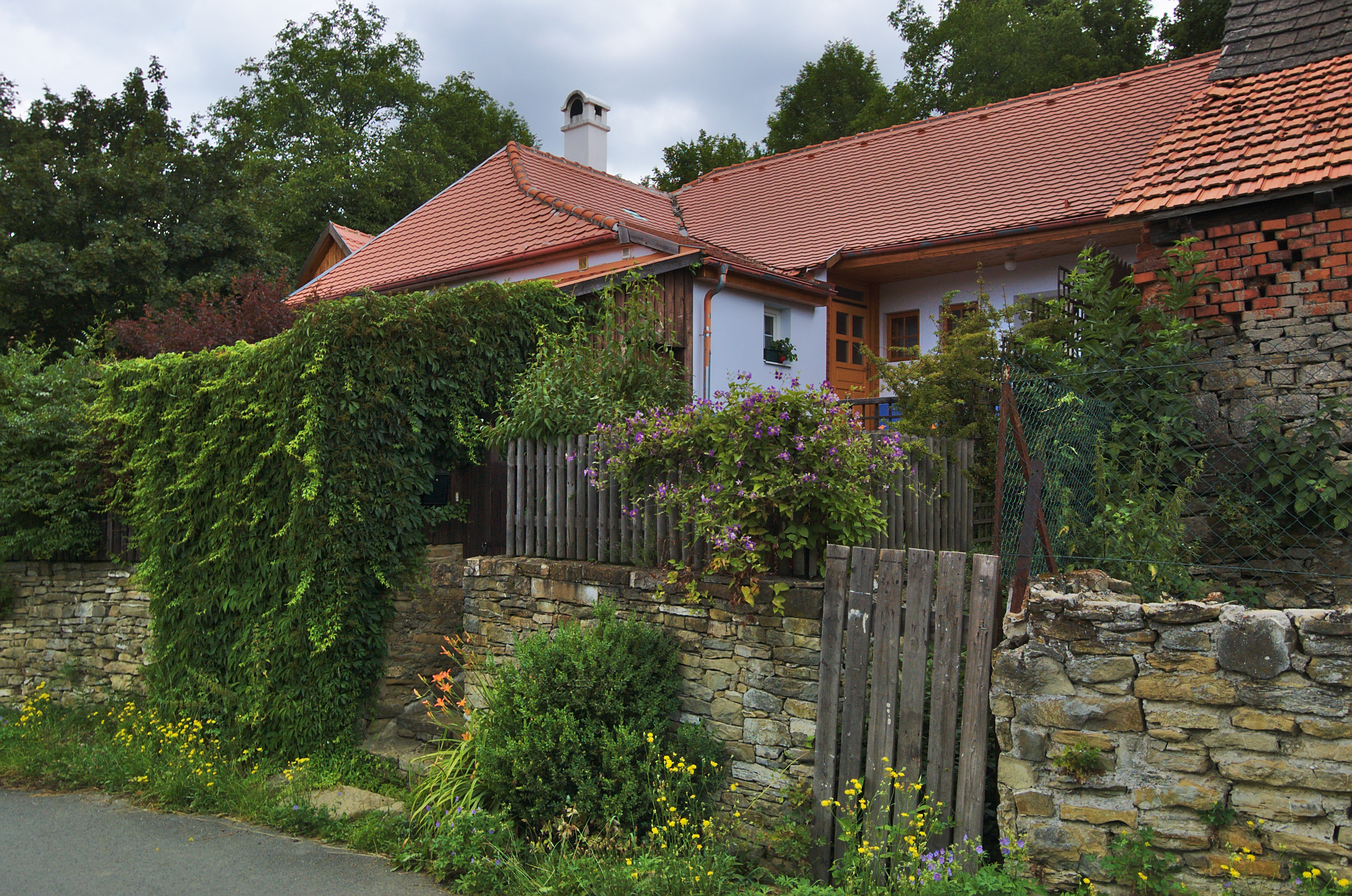
Památkově chráněný dům čp. 128
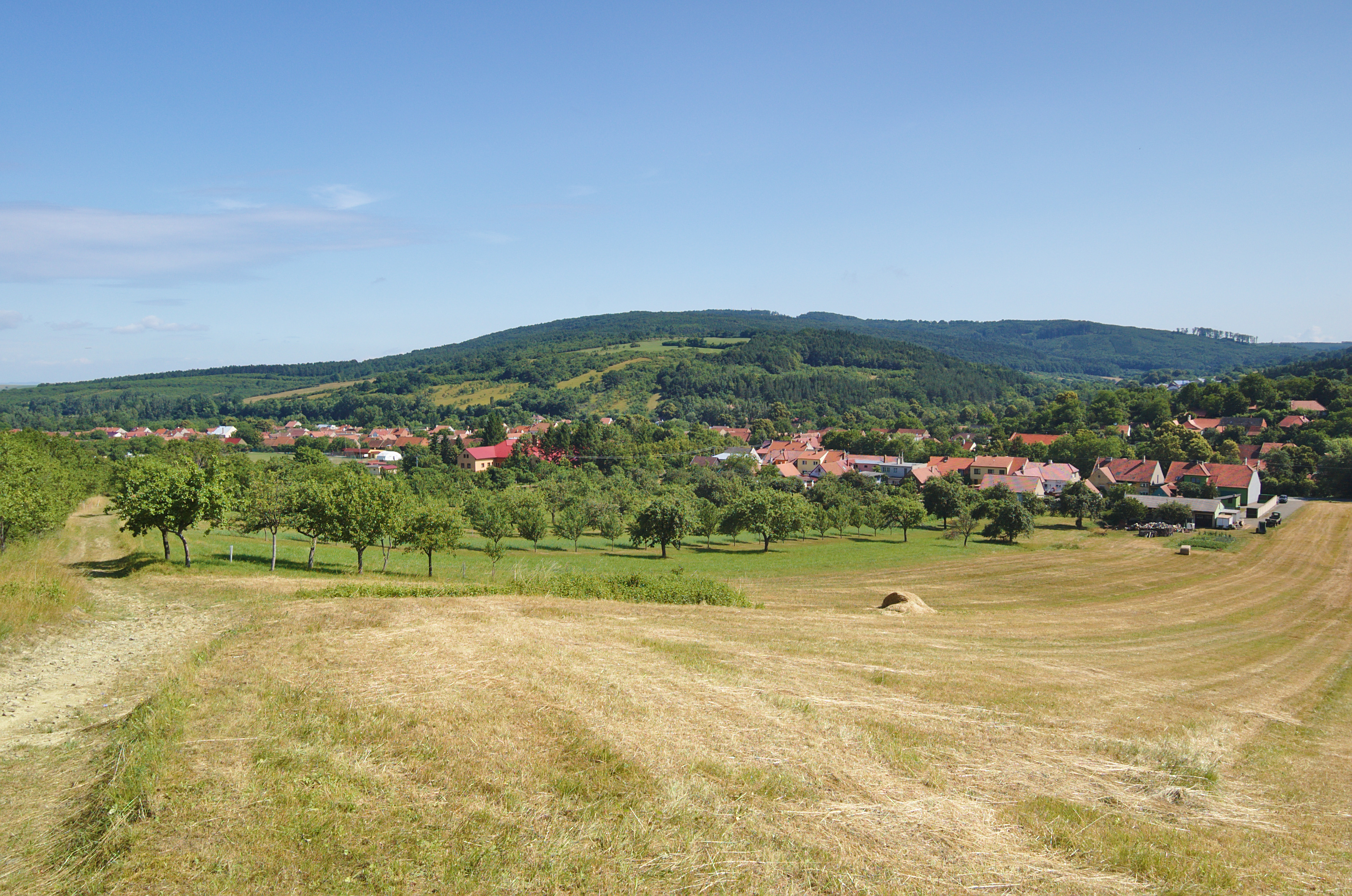
Pohled na obec od západu
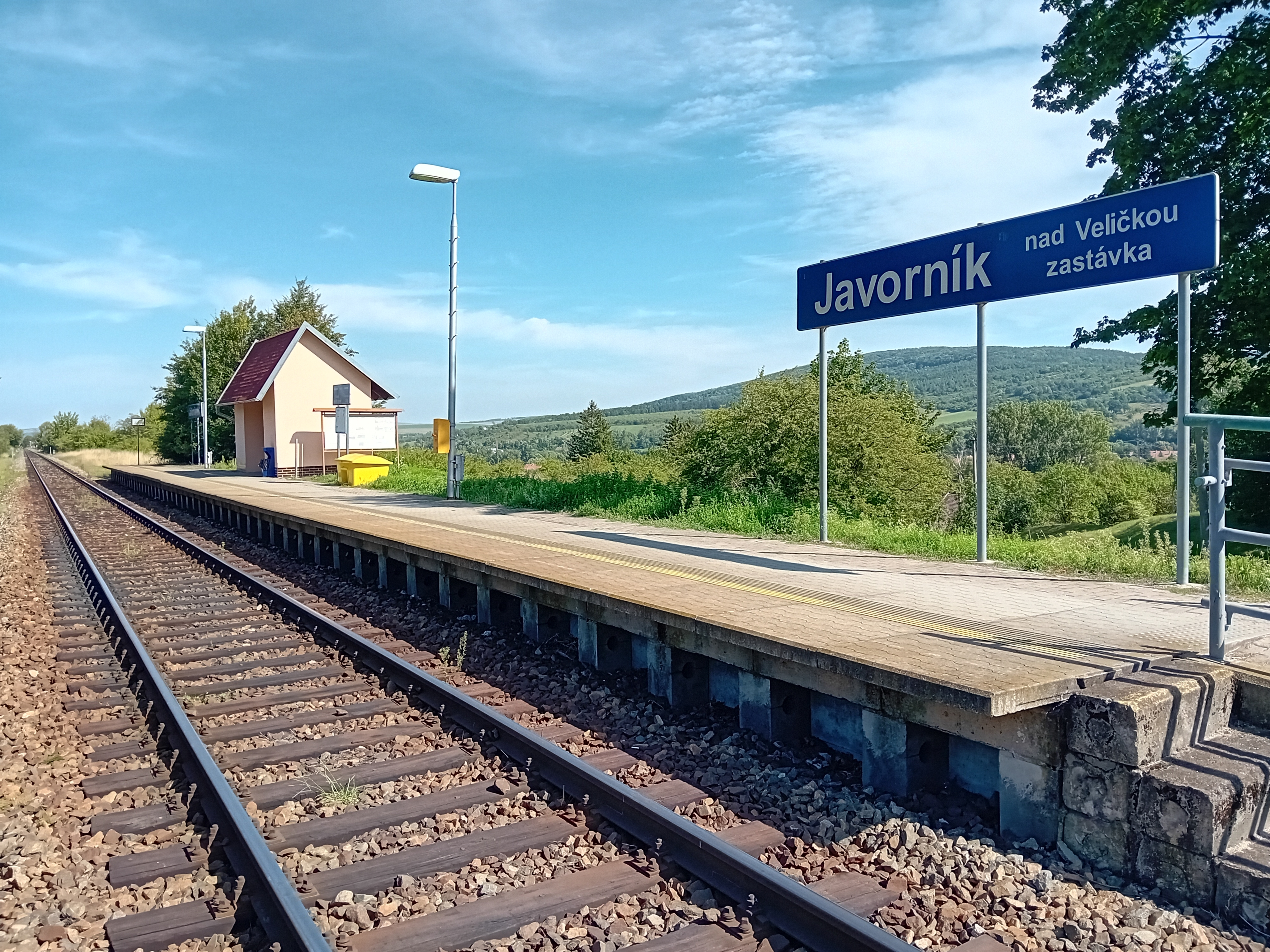
Železniční zastávka
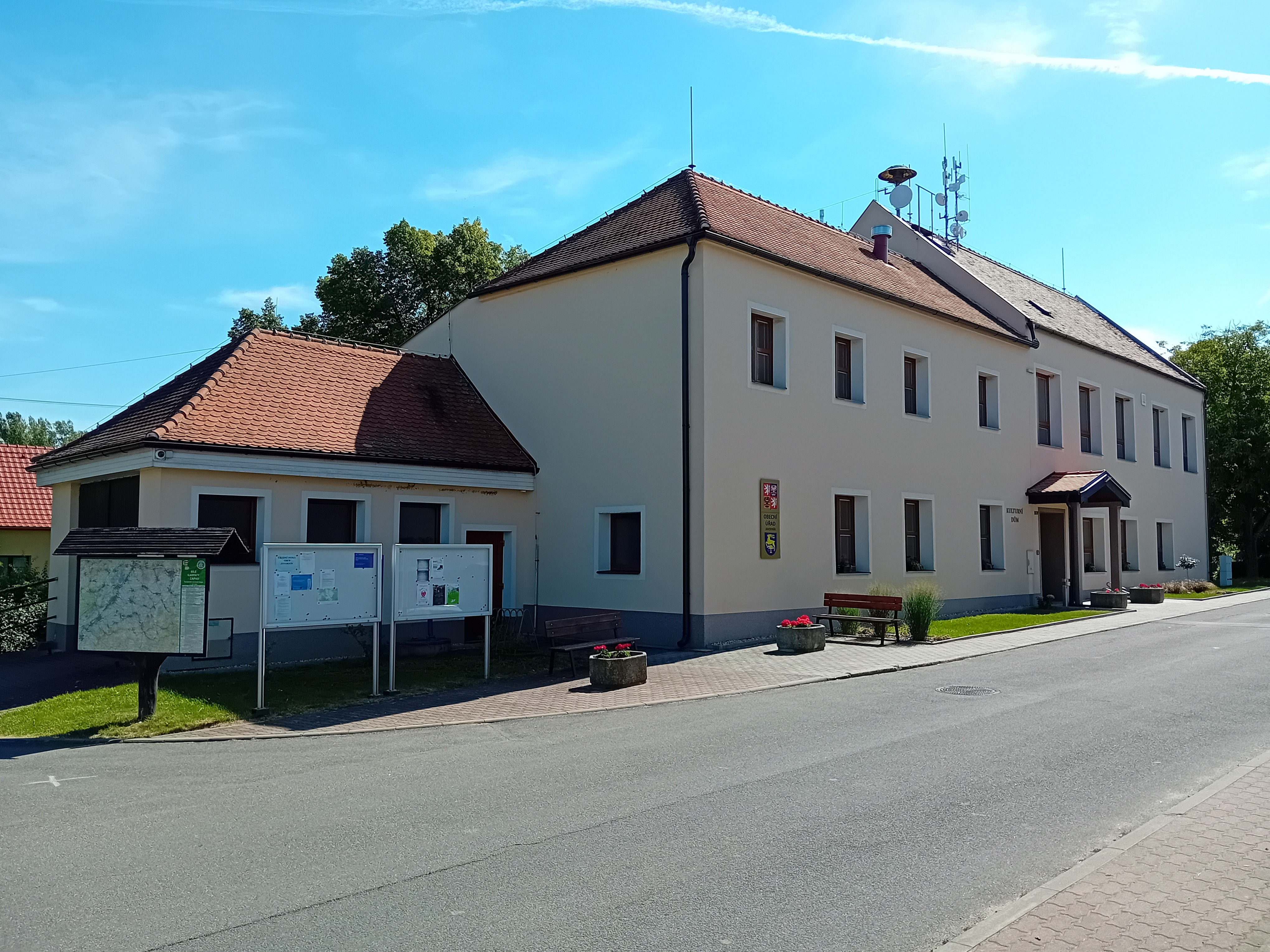
Obecní úřad
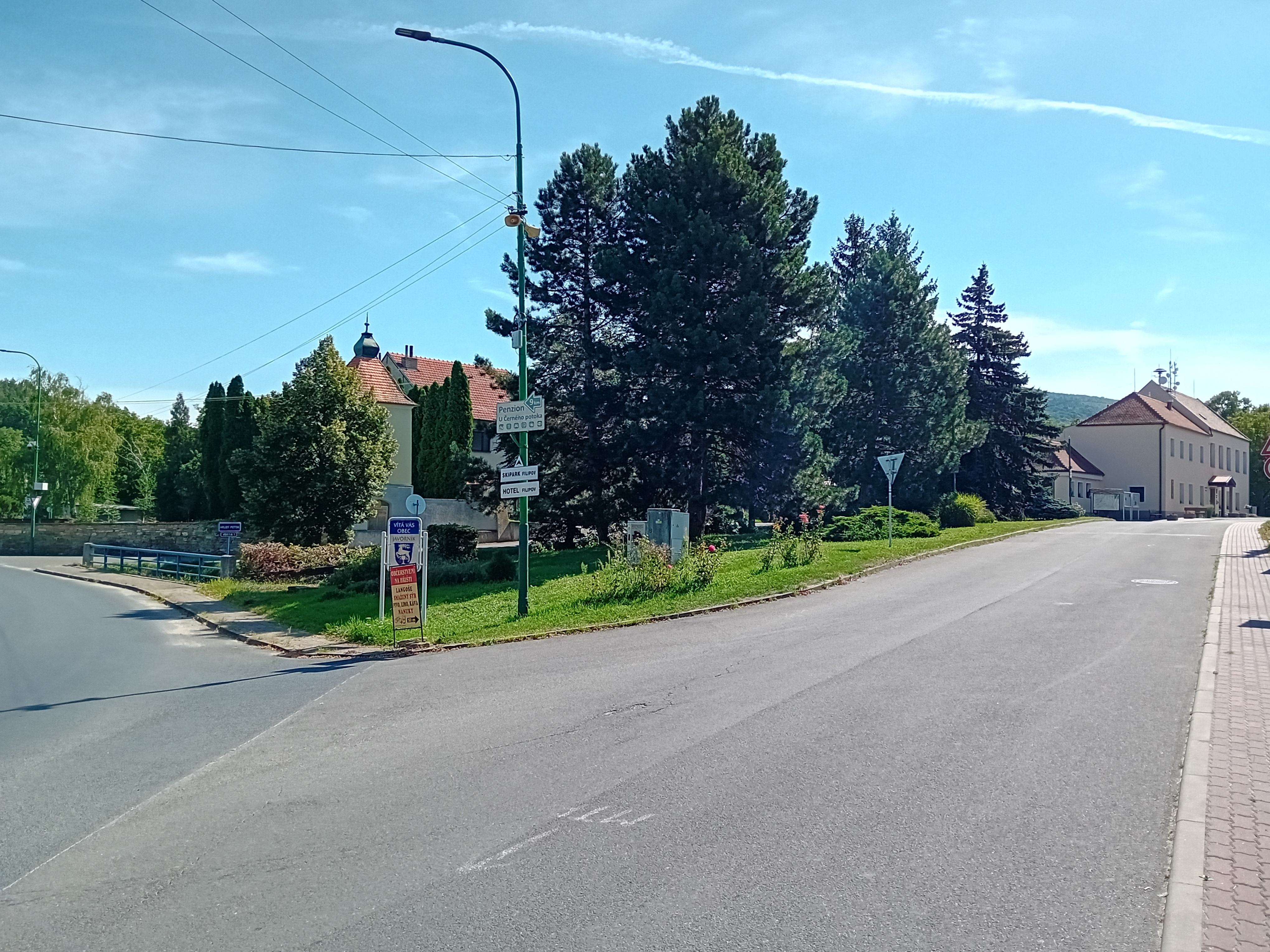
Centrum obce
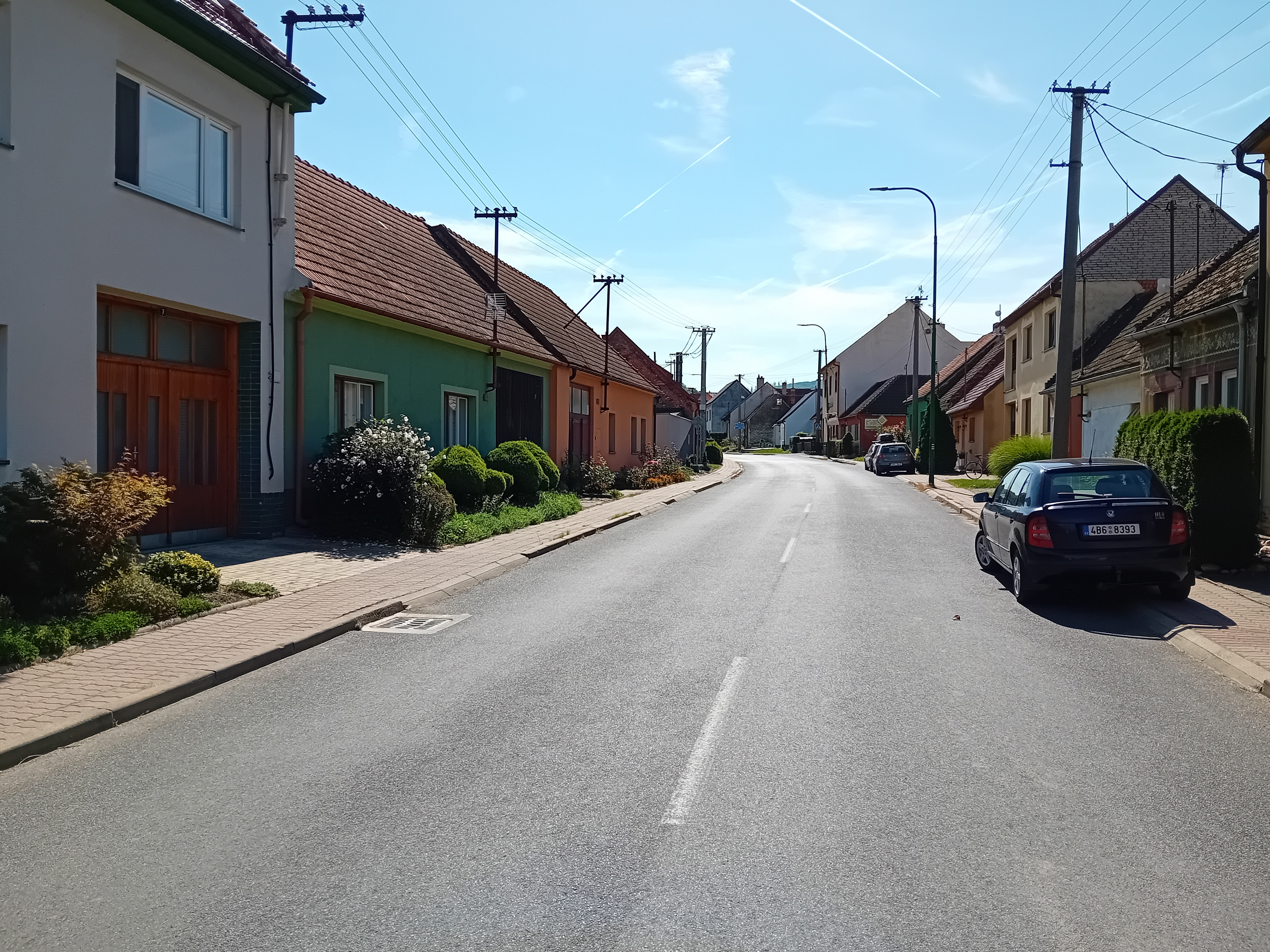
Zástavba obce